# ميدانوس دي كورو
ميدانوس دي كورو منطقة صحراوية في فنزويلا يعني اسمها (كثبان مدينة كورو)، وتحتوي المنطقة على متنزه وطني باسم (بالإسبانية: Parque Nacional Los Médanos de Coro). وتقع هذه المنطقة في ولاية فالكون بالقرب من مدينة سانتا آنا دي كورو وعلى الطريق المؤدي إلى شبه جزيرة باراجوانا. تم إنشاء المنتزه الوطني سنة 1974. 
يغطي المنتزه الوطني مساحة طولها 91 كم مربع من المناطق البيئية الصحراوية والشطآن والسبخات الملحيّة. يحتوي المتنزه الوطني على كثبان رمليّة كبيرة أسمها مادانوس (بالإسبانية: Médanos) (أي الكثبان)، وهي كثبان تمتد علي منطقة بعرض 5كم وبطول 30 كم. ويصل ارتفاع بعض هذه الكثبان الرملية إلى 40 م وهي كثبان تتغير ملامحها دائماً بفعل الرياح المستمرة. لا تمطر كثيراً في المنطقة الصحراوية مع أنها تعرضت لفيضانات بسنة 1999.  يشكل المتنزه الوطني موئلاً مهماً للطيور في فنزويلا حيث يحتوي على 21 نوعاً من الطيور، بينما تقل بقية أنواع الكائنات الحية التي تقتصر على بعض أنواع السحالي والأرانب والثعالب. يقدم المتنزة للزائرين إمكانية التنقل باستخدام الجمال التي تم استيرادها منذ فترة طويلة.